# FIS Skimuseum Damüls
Het FIS Skimuseum Damüls is een lokaal geschiedenis- en skimuseum in Damüls in Vorarlberg (Oostenrijk).
Het museum is gevestigd in de pastorie. Er worden tentoonstellingen over lokale geschiedenis en wintersport getoond.

## Het gebouw
Het museum is gehuisvest in de pastorie van Damüls, direct onder de Sint-Nicolaaskerk in Damüls. De pastorie van Damüls werd voor het eerst gebouwd in 1608 en kreeg zijn huidige uiterlijk tijdens de verbouwing in 1882 en de renovatie in 2017. De laatste pastoor van de pastorie was de bekende Mellauer Reinhold Simma. Nadat het enkele jaren leeg had gestaan, werden de twee gebouwen (parochiehuis en pastorie) dienovereenkomstig aangepast op initiatief van Christian Lingenhöle en, na kleine verbouwingen, in de zomer van 2013 geopend als de "Kulisse Pfarrhof", die sindsdien dienst doet als evenementenlocatie.
Nadat de hoofdtentoonstelling in de zomer van 2017 volledig opnieuw was ontworpen, werd deze officieel gecertificeerd door de FIS.

## Tentoonstellingen

Tentoonstelling in het skimuseum

De permanente tentoonstelling van het skimuseum is verdeeld in drie secties: het begin van het skiën in Scandinavië en belangrijke skipioniers in Vorarlberg, skiproductie en de lange traditie van racen in Vorarlberg, inclusief succesvolle atleten.
De door Christian Lingenhöle verzamelde exposities geven een uitgebreid inzicht in de geschiedenis van het skiën in Damüls. De voormalige eigenaar van een sportwinkel en bewoner van Damüls heeft naar keuze talloze historische en moderne skimodellen en vele andere wintersportaccessoires verzameld.
Daarnaast wordt de 700-jarige geschiedenis van Damüls verwerkt. Damüls is een van die plaatsen in Vorarlberg die in de 14e eeuw door Walsers werden bewoond.

#### Speciale tentoonstellingen
- 2019: "Pioniersgeest – hoe mensen het toerisme vormden." (levensportretten van mensen die in de beginjaren van het toerisme in Damüls werkten)[5]
- 2020: "Tweede thuis – Damüls-stamgasten vertellen verhalen"[6]
- 2021: "Pastor in de bergen – Reinhold Simma en Damüls" (Reinhold Simma, die uit het Bregenzerwald kwam, was de laatste pastoor van Damüls. Pater Simma wordt nog steeds herinnerd door veel mensen in Damüls en ver daarbuiten. Hij was een vormende persoonlijkheid van de plaats, die een aantal ontwikkelingen heeft beïnvloed, niet in de laatste plaats in het toerisme.)[7]